# Appana triangulata
Appana triangulata är en fjärilsart som beskrevs av Sir George Hamilton Kenrick 1917. Appana triangulata ingår i släktet Appana och familjen nattflyn. Inga underarter finns listade i Catalogue of Life.